# Paraxarnuta maculata
Paraxarnuta maculata är en tvåvingeart som beskrevs av Wang 1996. Paraxarnuta maculata ingår i släktet Paraxarnuta och familjen borrflugor. Inga underarter finns listade i Catalogue of Life.